# Nuvem Cigana (álbum)
Nuvem Cigana  é o quarto álbum de estúdio do cantor e compositor Lô Borges, lançado em 1982.

## História
“Nuvem Cigana”, de 1982, é o álbum em que Lô Borges regrava a faixa-título, já registrada no “Clube da Esquina”. Mais uma vez, as composições teriam letras de Márcio Borges e Ronaldo Bastos, com a inclusão de Murilo Antunes no movimento Clube da Esquina. Músicas como “A Força do Vento” de Rogério Freitas e “Viver, Viver”(participação de Milton Nascimento), são os destaques do álbum.

## Faixas
1. Todo prazer (Lô Borges, Ronaldo Bastos)
2. A força do vento (Rogério Freitas)
3. Vida nova (Lô Borges, Murilo Antunes)
4. Vai vai vai (Lô Borges)
5. Uma canção (Ronando Bastos, Lô Borges)
6. Nuvem cigana (Lô Borges, Ronaldo Bastos)
7. Ritatá (Telo Borges)
8. Viver, viver (Márcio Borges, Lô Borges, Murilo Antunes)
9. Tudo que você podia ser (Márcio Borges e Lô Borges)
10. O vento não me levou (Lô Borges, Ronaldo Bastos)
11. O choro (Lô Borges)